# Hottot-les-Bagues
Pour les articles homonymes, voir Hottot.
Hottot-les-Bagues est une commune française, située dans le département du Calvados en région Normandie, peuplée de 461 habitants.

## Géographie
La commune est aux confins du Bessin, du Pré-Bocage et de la plaine de Caen. Son bourg est à 4 km au sud-ouest de Tilly-sur-Seulles, à 10 km au nord de Villers-Bocage, à 14 km au nord-est de Caumont-l'Éventé et à 23 km à l'ouest de Caen.
Hameaux : Bouvrette, Douesnaux, Ourville, Pont aux Piquets, le Val, le Vesque.
| Lingèvres                        | Tilly-sur-Seulles                    | Tilly-sur-Seulles                            |
| Longraye, Torteval-Quesnay       | Hottot-les-Bagues                    | Juvigny-sur-Seulles, Saint-Vaast-sur-Seulles |
| Anctoville (comm. ass. d'Orbois) | Anctoville (comm. ass. de Sermentot) | Saint-Vaast-sur-Seulles                      |

### Hydrographie
La commune est située dans le bassin Seine-Normandie. Elle est drainée par la Seulles, le Candon, le Vession, le Doux Cailloux, le fossé 10 du Val, le cours d'eau 01 du Pont du Rhône, le ruisseau du Pont Tueloup, le cours d'eau 01 du Mesnil-Landon et divers autres petits cours d'eau,.
La Seulles, d'une longueur de 72 km, prend sa source dans la commune de Dialan sur Chaîne et se jette  dans la baie de Seine à Courseulles-sur-Mer, après avoir traversé 31 communes. Les caractéristiques hydrologiques de la Seulles sont données par la station hydrologique située sur la commune de Juvigny-sur-Seulles. Le débit moyen mensuel est de 1,53 m3/s. Le débit moyen journalier maximum est de 32,6 m3/s, atteint lors de la crue du 26 janvier 1995. Le débit instantané maximal est quant à lui de 36,7 m3/s, atteint le 5 décembre 1988.
Le Candon, d'une longueur de 10 km, prend sa source dans la commune de Caumont-sur-Aure et se jette  dans la Seulles sur la commune, après avoir traversé trois communes. 

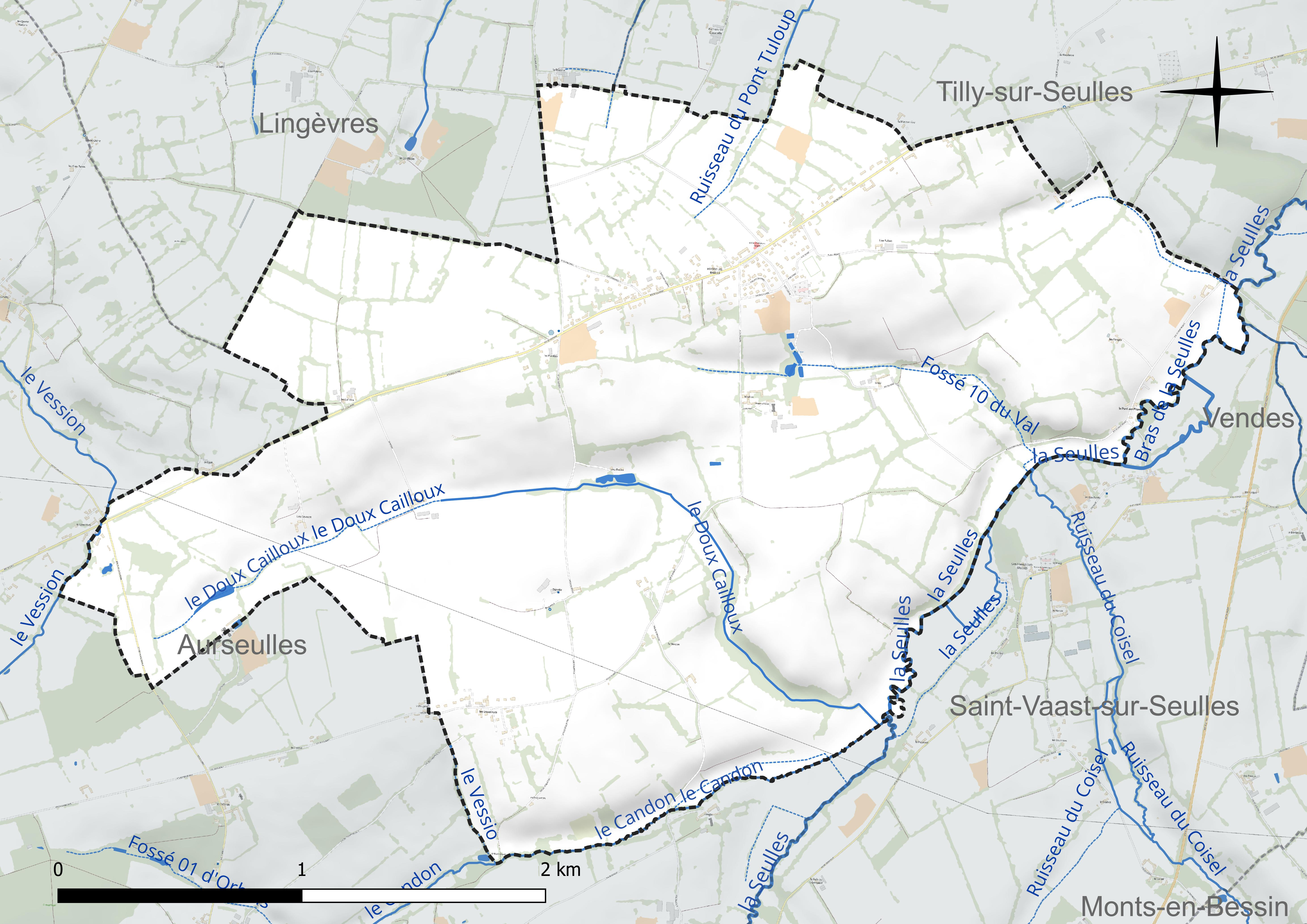
Réseau hydrographique de Hottot-les-Bagues.

### Climat
Pour des articles plus généraux, voir Climat de la Normandie et Climat du Calvados.
En 2010, le climat de la commune est de type climat océanique franc, selon une étude du CNRS s'appuyant sur une série de données couvrant la période 1971-2000. En 2020, Météo-France publie une typologie des climats de la France métropolitaine dans laquelle la commune est exposée à un climat océanique et est dans la région climatique  Normandie (Cotentin, Orne), caractérisée par une pluviométrie relativement élevée (850 mm/a) et un été frais (15,5 °C) et venté. Parallèlement le GIEC normand, un groupe régional d'experts sur le climat, différencie quant à lui, dans une étude de 2020, trois grands types de climats pour la région Normandie, nuancés à une échelle plus fine par les facteurs géographiques locaux. La commune est, selon ce zonage, exposée à un « climat des plateaux abrités », correspondant à la plaine agricole de Caen à Falaise, sous le vent des collines de Normandie et proche de la mer, se caractérisant par une pluviométrie et des contraintes thermiques modérées.
Pour la période 1971-2000, la température annuelle moyenne est de 10,4 °C, avec  une amplitude thermique annuelle de 12 °C. Le cumul annuel moyen de précipitations est de 830 mm, avec 13 jours de précipitations en janvier et 8,1 jours en juillet. Pour la période 1991-2020, la température moyenne annuelle observée sur la station météorologique la plus proche, située sur la commune de Caumont-sur-Aure à 13 km à vol d'oiseau, est de 11,3 °C et le cumul annuel moyen de précipitations est de 914,1 mm,. Pour l'avenir, les paramètres climatiques de la commune estimés pour 2050 selon différents scénarios d'émission de gaz à effet de serre sont consultables sur un site dédié publié par Météo-France en novembre 2022.

## Urbanisme

### Typologie
Au 1er janvier 2024, Hottot-les-Bagues est catégorisée commune rurale à habitat dispersé, selon la nouvelle grille communale de densité à 7 niveaux définie par l'Insee en 2022.
Elle est située hors unité urbaine. Par ailleurs la commune fait partie de l'aire d'attraction de Caen, dont elle est une commune de la couronne,. Cette aire, qui regroupe 296 communes, est catégorisée dans les aires de 200 000 à moins de 700 000 habitants,.

### Occupation des sols
L'occupation des sols de la commune, telle qu'elle ressort de la base de données européenne d'occupation biophysique des sols Corine Land Cover (CLC), est marquée par l'importance des territoires agricoles (96,1 % en 2018), une proportion sensiblement équivalente à celle de 1990 (96,6 %). La répartition détaillée en 2018 est la suivante : 
terres arables (49,3 %), prairies (46,7 %), zones urbanisées (3,9 %). L'évolution de l'occupation des sols de la commune et de ses infrastructures peut être observée sur les différentes représentations cartographiques du territoire : la carte de Cassini (XVIIIe siècle), la carte d'état-major (1820-1866) et les cartes ou photos aériennes de l'IGN pour la période actuelle (1950 à aujourd'hui).

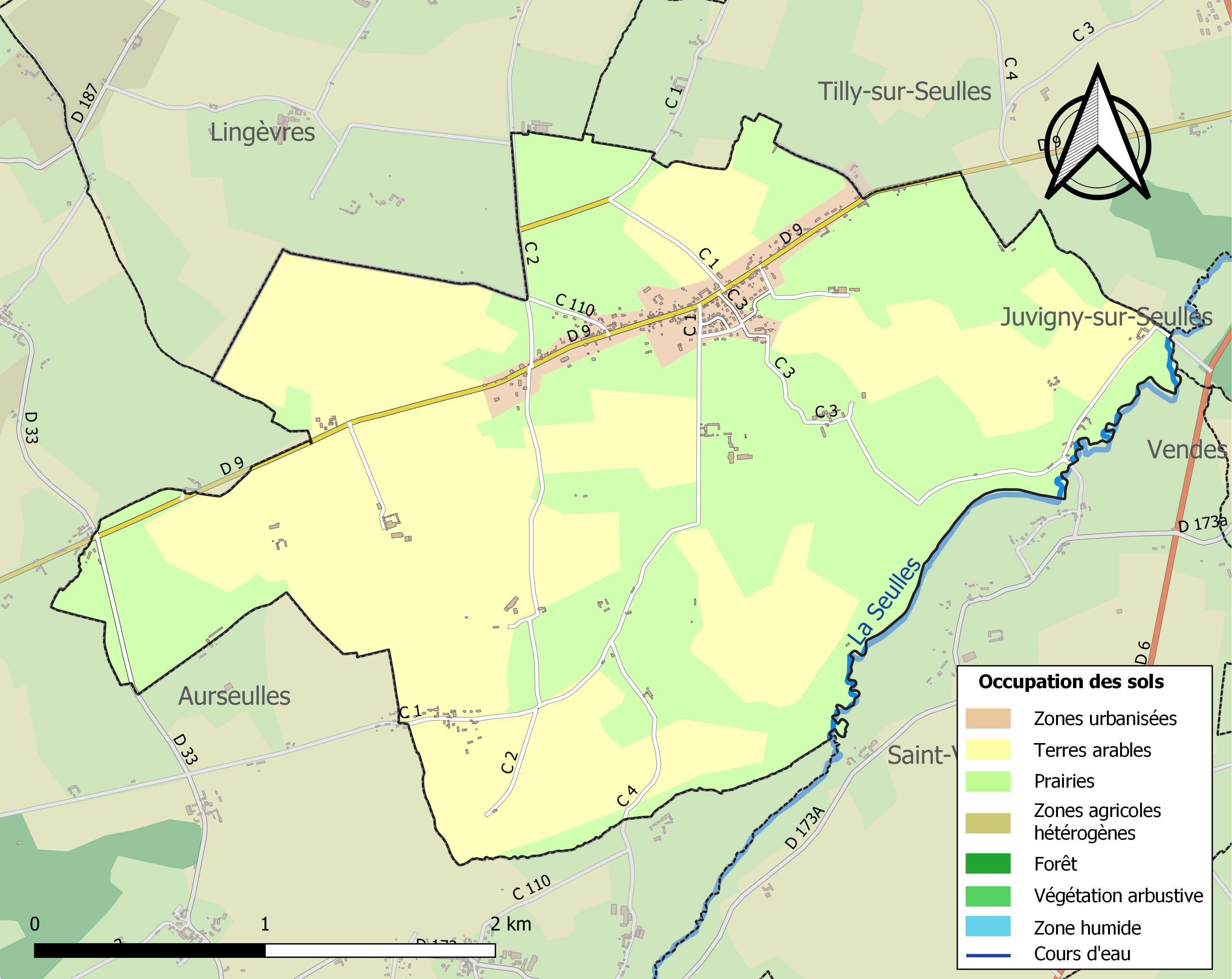
Carte des infrastructures et de l'occupation des sols de la commune en 2018 (CLC).

## Toponymie
Le nom de la localité est attesté sous les formes Hotot en 1080, Hovetot en 1172 et Huetot en 1200. Le toponyme serait issu de l'anthroponyme scandinave Hovi et de topt, terme scandinave signifiant « ferme ». Le 27 août 1955, la commune d'Hottot prend officiellement le nom de Hottot-les-Bagues, honorant ainsi son activité passée.
Le gentilé est Hottotais.

## Histoire
L'histoire de Hottot-les-Bagues est liée à sa spécialité : la fabrique des bagues ; elles étaient faites en crins mêlés de fils d'or et d'argent dont on faisait un certain commerce jusqu'à la Révolution. La seigneurie de Hottot a été possédée par une famille de Costard et fut acquise en 1756 par M. du Moutier de Sainte-Croix. Le château de Hottot a appartenu à M. de Brucoté des Coutures, par suite de son mariage avec Mlle de Hainault de Canteloup. Sous la Restauration, il a été occupé par le député du Calvados, M. de Hottot. Il existait au château une chapelle sous l'invocation de saint Pierre et de saint Nicolas.
À la création des cantons, Hottot est chef-lieu de canton. Ce canton est supprimé lors du redécoupage cantonal de l'an IX (1801).
La commune a subi des destructions très importantes durant la bataille de Normandie (prise et reprise vingt-trois fois). Libérée le 19 juillet 1944 par le Dorset Régiment, ce dernier donnera son nom à la place de la mairie.
En 1948, la commune est citée à l'ordre de l'Armée et le 2 juillet 1951, inscrite au registre de la toponymie sous le nom d'Hottot-les-Bagues. En 1973, Hottot-les-Bagues s'associe à Longraye pour former la commune d'Hottot-Longraye. L'association prend fin en 1982.

## Politique et administration
| Période                                  | Période   | Identité                 | Étiquette | Qualité                           |
| ---------------------------------------- | --------- | ------------------------ | --------- | --------------------------------- |
| ?                                        | ?         | Aristide Lapersonne      |           |                                   |
| 1900                                     | 1918      | Gratien Briand           |           |                                   |
| 1919                                     | 1919      | Romain Costy             |           |                                   |
| 1919                                     | 1925      | Jules Meurdrac           |           |                                   |
| 1925                                     | 1964      | Albert Cadot             |           |                                   |
| 1964                                     | 1965      | Ernest Soufflant         |           |                                   |
| 1965                                     | 1971      | Francis Renaud           |           |                                   |
| 1971                                     | 1972      | Etienne Pasquet          |           |                                   |
| 1972                                     | 1977      | Etienne Pasquet          |           |                                   |
| 1977                                     | 1982      | Antoinette de Montlebert |           |                                   |
| 1983                                     | 1983      | Georges Marie            |           |                                   |
| 1983                                     | mars 2001 | Étienne Pasquet          |           |                                   |
| mars 2001                                | mars 2008 | Daniel Thaëron           |           |                                   |
| mars 2008                                | mars 2014 | Roland Dastain           | SE        |                                   |
| mars 2014                                | En cours  | Colette Orieult          | SE        | Contrôleur des finances publiques |
| Les données manquantes sont à compléter. |           |                          |           |                                   |

Le conseil municipal est composé de onze membres dont le maire et deux adjoints.

## Démographie
L'évolution du nombre d'habitants est connue à travers les recensements de la population effectués dans la commune depuis 1793. Pour les communes de moins de 10 000 habitants, une enquête de recensement portant sur toute la population est réalisée tous les cinq ans, les populations de référence des années intermédiaires étant quant à elles estimées par interpolation ou extrapolation. Pour la commune, le premier recensement exhaustif entrant dans le cadre du nouveau dispositif a été réalisé en 2005.
En 2022, la commune comptait 461 habitants, en évolution de −3,35 % par rapport à 2016 (Calvados : +1,58 %, France hors Mayotte : +2,11 %).
Hottot a compté jusqu'à 816 habitants en 1866.
| 1793 | 1800 | 1806 | 1821 | 1831 | 1836 | 1841 | 1846 | 1851 |
| ---- | ---- | ---- | ---- | ---- | ---- | ---- | ---- | ---- |
| 700  | 693  | 708  | 670  | 633  | 745  | 750  | 766  | 794  |

| 1856 | 1861 | 1866 | 1872 | 1876 | 1881 | 1886 | 1891 | 1896 |
| ---- | ---- | ---- | ---- | ---- | ---- | ---- | ---- | ---- |
| 781  | 803  | 816  | 720  | 681  | 616  | 618  | 610  | 522  |

| 1901 | 1906 | 1911 | 1921 | 1926 | 1931 | 1936 | 1946 | 1954 |
| ---- | ---- | ---- | ---- | ---- | ---- | ---- | ---- | ---- |
| 497  | 469  | 452  | 341  | 325  | 346  | 312  | 305  | 319  |

| 1962 | 1968 | 1975 | 1982 | 1990 | 1999 | 2005 | 2006 | 2010 |
| ---- | ---- | ---- | ---- | ---- | ---- | ---- | ---- | ---- |
| 333  | 323  | 592  | 618  | 406  | 470  | 471  | 469  | 484  |

| 2015 | 2020 | 2022 | - | - | - | - | - | - |
| ---- | ---- | ---- | - | - | - | - | - | - |
| 480  | 473  | 461  | - | - | - | - | - | - |

## Culture locale et patrimoine

### Lieux et monuments
- Église Notre-Dame, du XIe siècle.
- Cimetière militaire d'Hottot-les-Bagues, où sont enterrés des soldats alliés et allemands de la Seconde Guerre mondiale. Il est situé en fait sur le territoire de Tilly-sur-Seulles.
- Monument aux morts près de l'église où sont notamment inscrites les victimes civiles de la guerre.
- Chapelle oratoire dédiée à la Vierge, route de Caen-Caumont-l'Éventé.

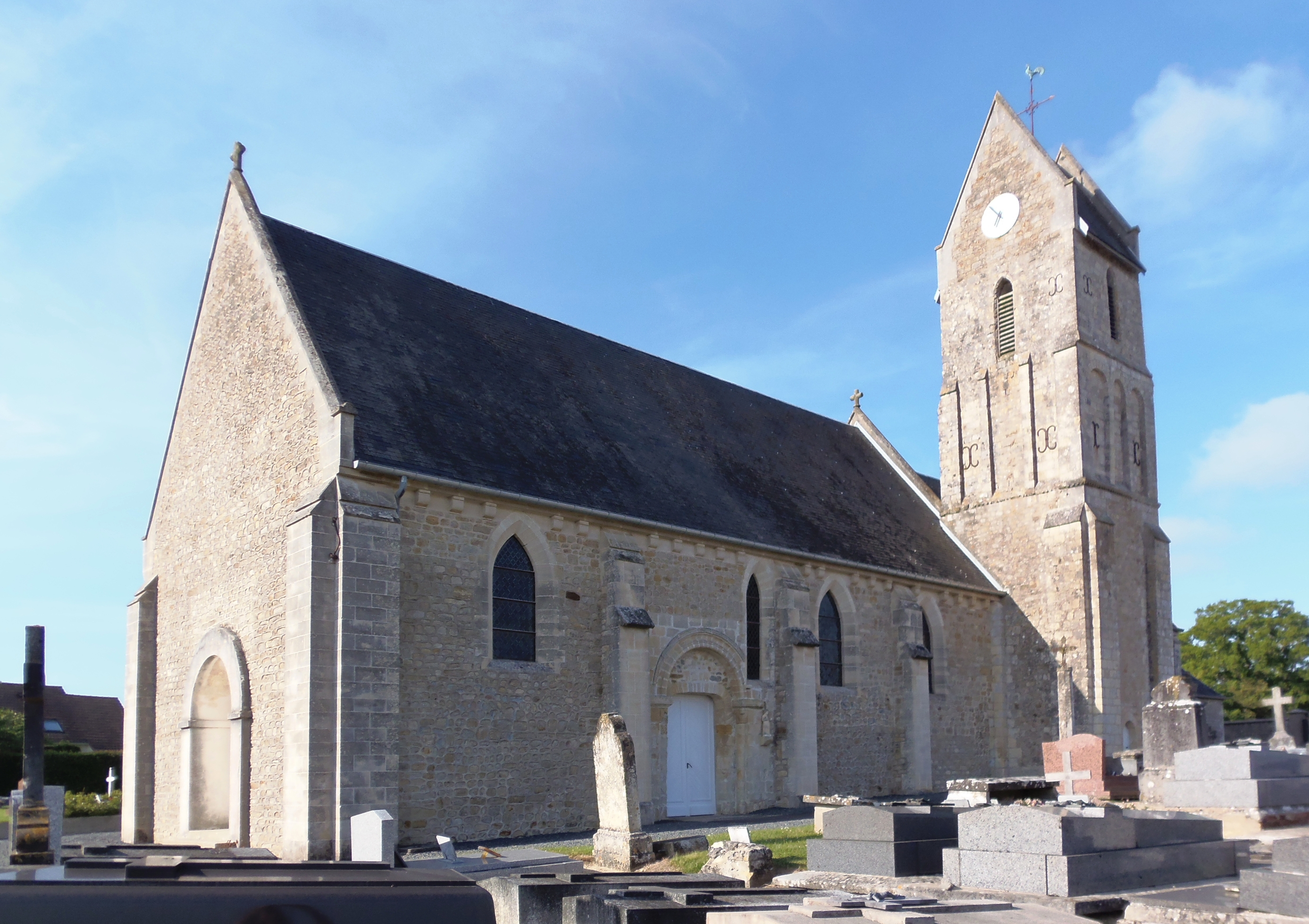
L'église Notre-Dame.
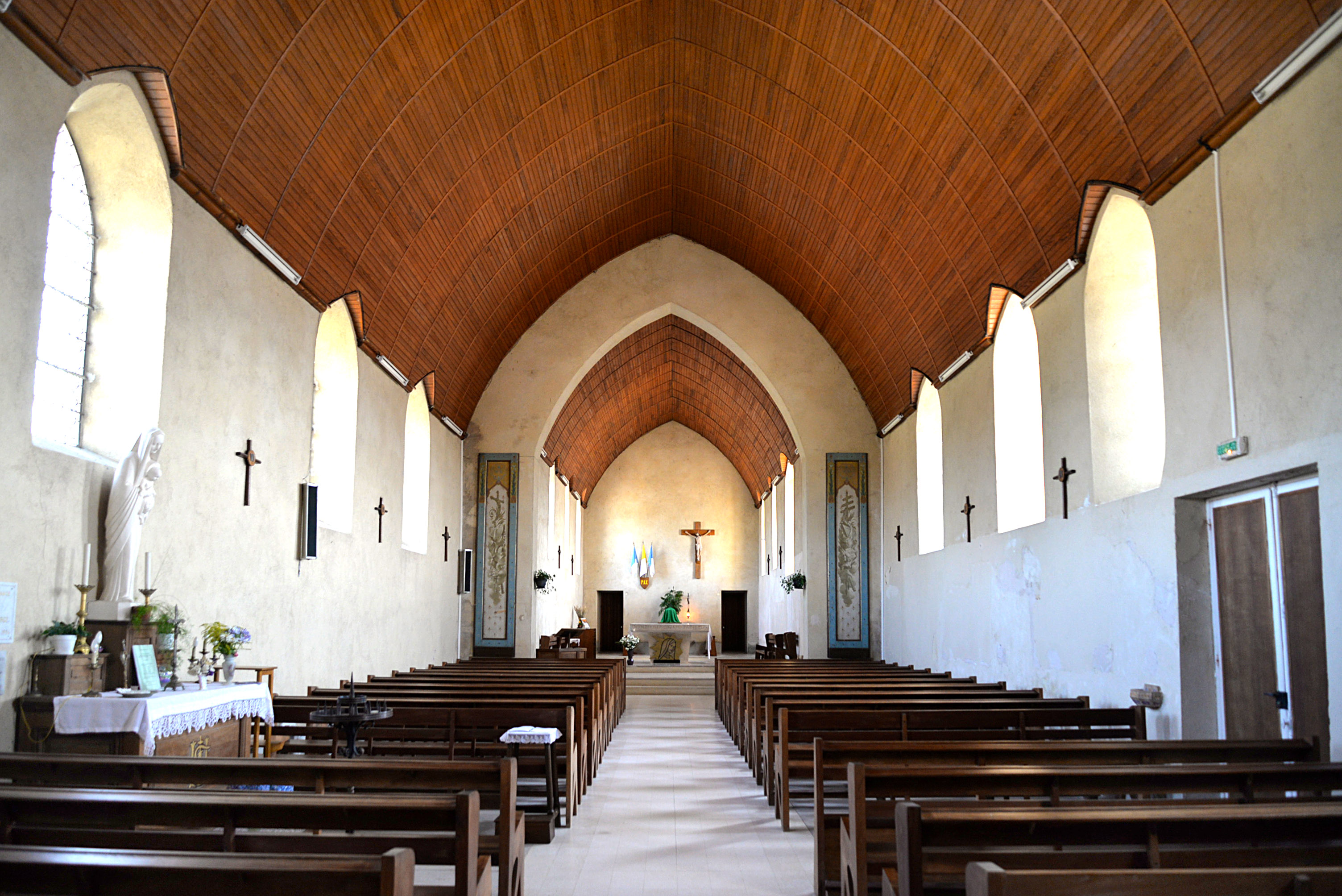
La nef de l'église Notre-Dame.
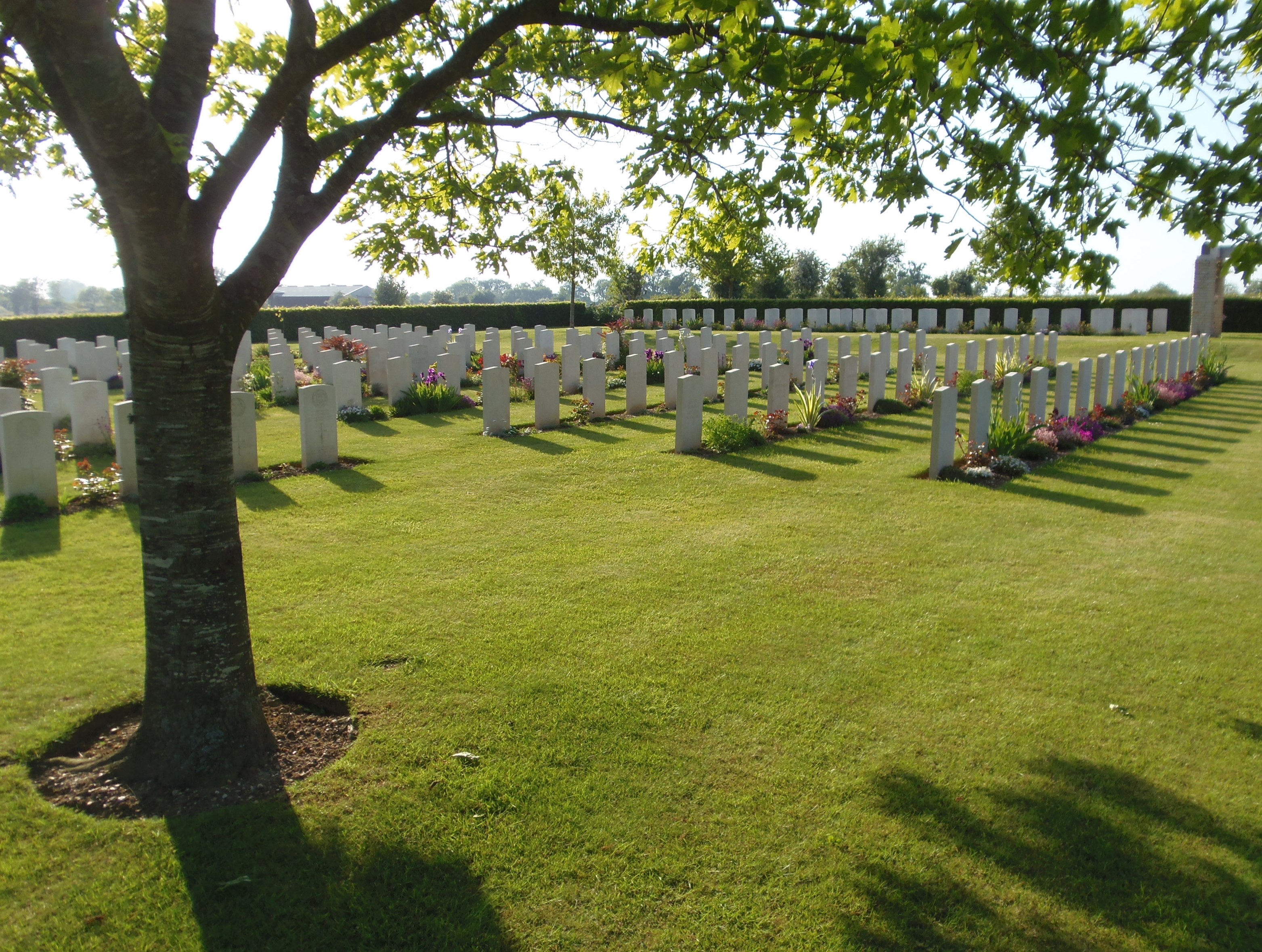
Le cimetière militaire.
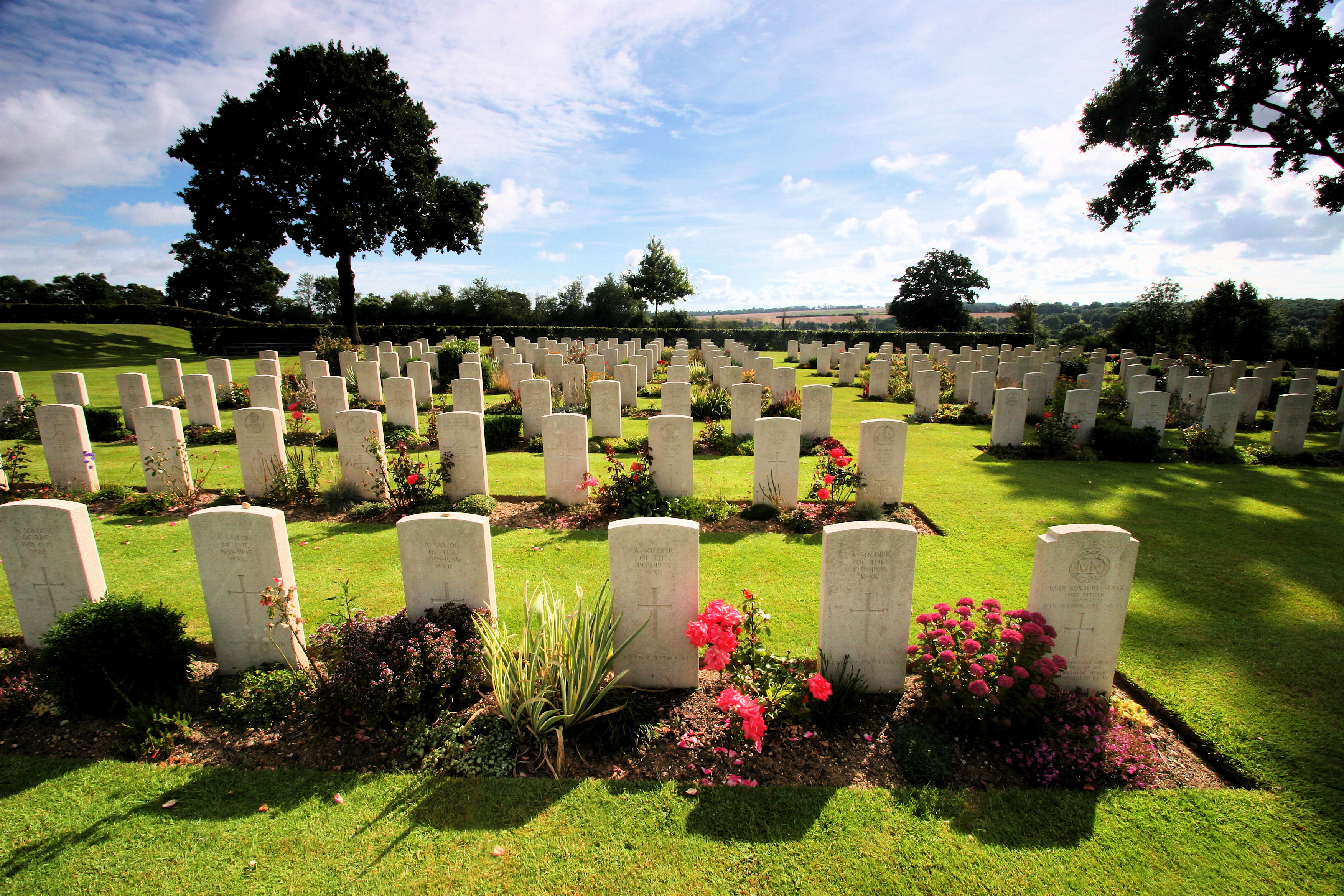
Le cimetière militaire.
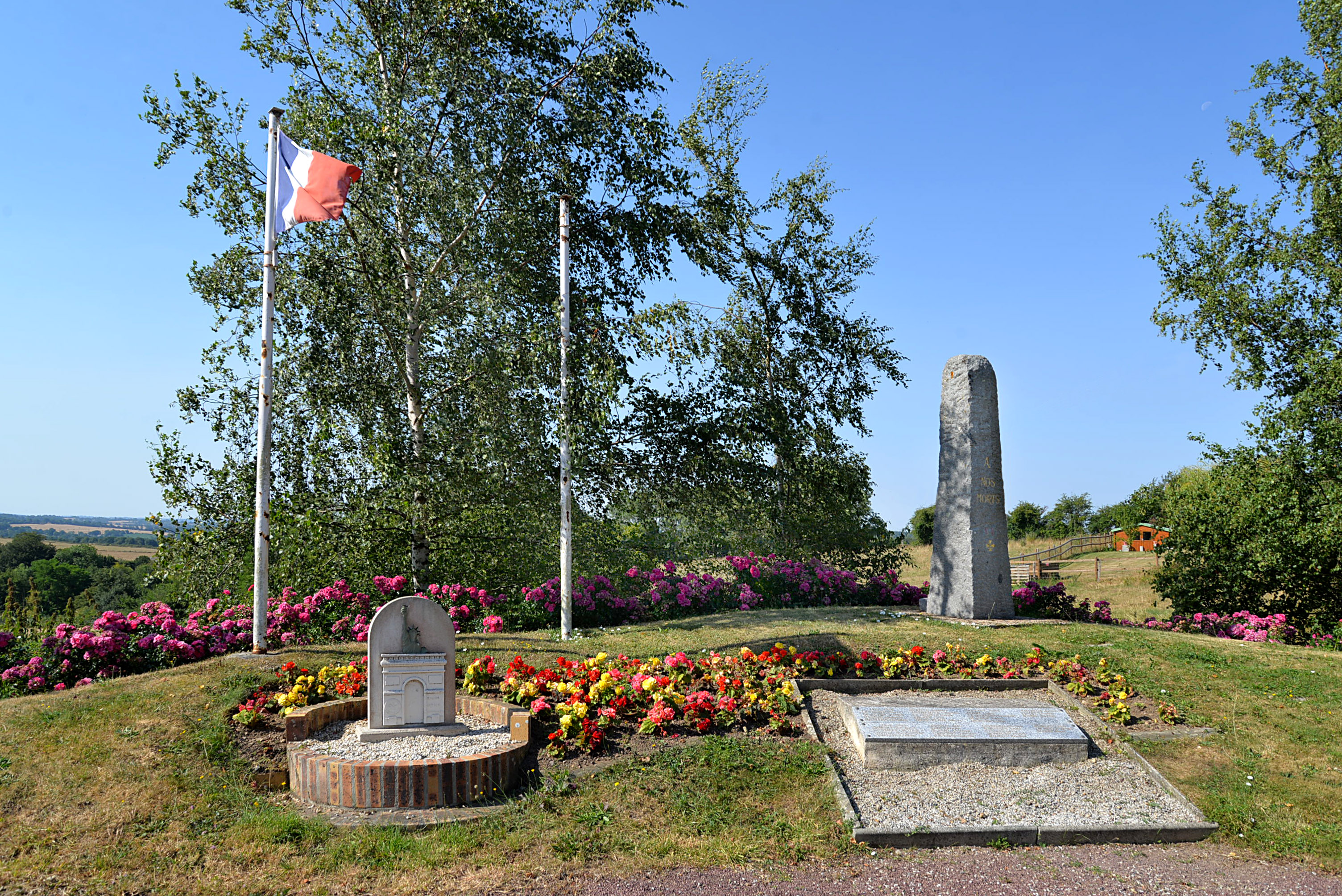
Le monument aux morts.

### Personnalités liées à la commune
- François Héroult de Hottot (1756-1823), homme politique né et décédé à Hottot (Calvados), maire de Mondeville, député du Calvados de 1815 à 1823.